# Jellyfish (film, 2018)
Pour les articles homonymes, voir Jellyfish.
Pour plus de détails, voir Fiche technique et Distribution.
Jellyfish est un film britannique réalisé par James Gardner, sorti en 2018.

## Fiche technique
- Titre français : Jellyfish
- Réalisation : James Gardner
- Scénario : James Gardner et Simon Lord
- Direction artistique : Jonny Blackmore
- Costumes : Bronya Arciszewska
- Photographie : Peter E. Riches
- Montage : Sian Clarke
- Musique : Victor Hugo Fumagalli
- Pays d'origine : Royaume-Uni
- Format : Couleurs - 35 mm
- Genre : drame
- Durée : 101 minutes
- Date de sortie :
  -  États-Unis : 20 avril 2018

## Distribution
- Liv Hill : Sarah Taylor
- Victoria Alcock : Council Office Manager
- Angus Barnett : Vince
- Frankie Boyle : lui-même
- Lee David Brown : Leroy
- Tomos Eames : Martin
- Swainley Whipps Eden-Entwistle : Dudley
- Oliver Jones : Tommy
- Helen Kennedy : la femme de Martin
- Henry Lile : Marcus Taylor
- Sinead Matthews : Karen Taylor
- Connor Mills : Daryl
- Jemima Newman : Lucy Taylor

## Distinctions

### Récompenses
- Festival du film britannique de Dinard 2018 : Hitchcock d'or du meilleur film et prix du scénario[1].